# Středoasijská kašmírová plemena koz
Středoasijská kašmírová plemena kozy domácí tvoří velkou skupinu srstnatých plemen koz, z jejichž srsti se získává kašmírská vlna.
Jsou to plemena středního a malého tělesného rámce, která se vyvíjela ve výrazně kontinentálním klimatu středního a Dálného východu, jsou proto adaptovaná na nízké teploty a nízkou relativní vlhkost vzduchu. Jejich srst se skládá z husté krycí vrstvy tvořené hrubými, rovnými a středně dlouhými pesíky a spodní vrstvy tvořené podsadou, která je velmi dlouhá, hustá a jemná, tloušťka chlupů činí pouze 12–18 tisícin milimetru. Vyčesáváním těchto chlupů se získává pravá kašmírská vlna, ze které se vyrábí kašmír.
Ve své domovině jsou to velmi nenáročná, skromná a odolná zvířata, která slouží jako zdroj vlny, masa i jako zvíře k nošení břemen. Vlhké (tedy i evropské) klima jim neprospívá a působí negativně na jejich zdravotní stav i kvalitu srsti, při extenzivním chovu nicméně produkují i kvalitní jatečná kůzlata, v našich podmínkách se proto chovají jako kombinovaná plemena, nebo jako kříženci s místními plemeny koz.

## Plemena
- Kašmírská koza
- Mongolská koza
- Tibetská koza
- Chyangra (čiangra)
- Liaoning